# Azulejería en Valladolid

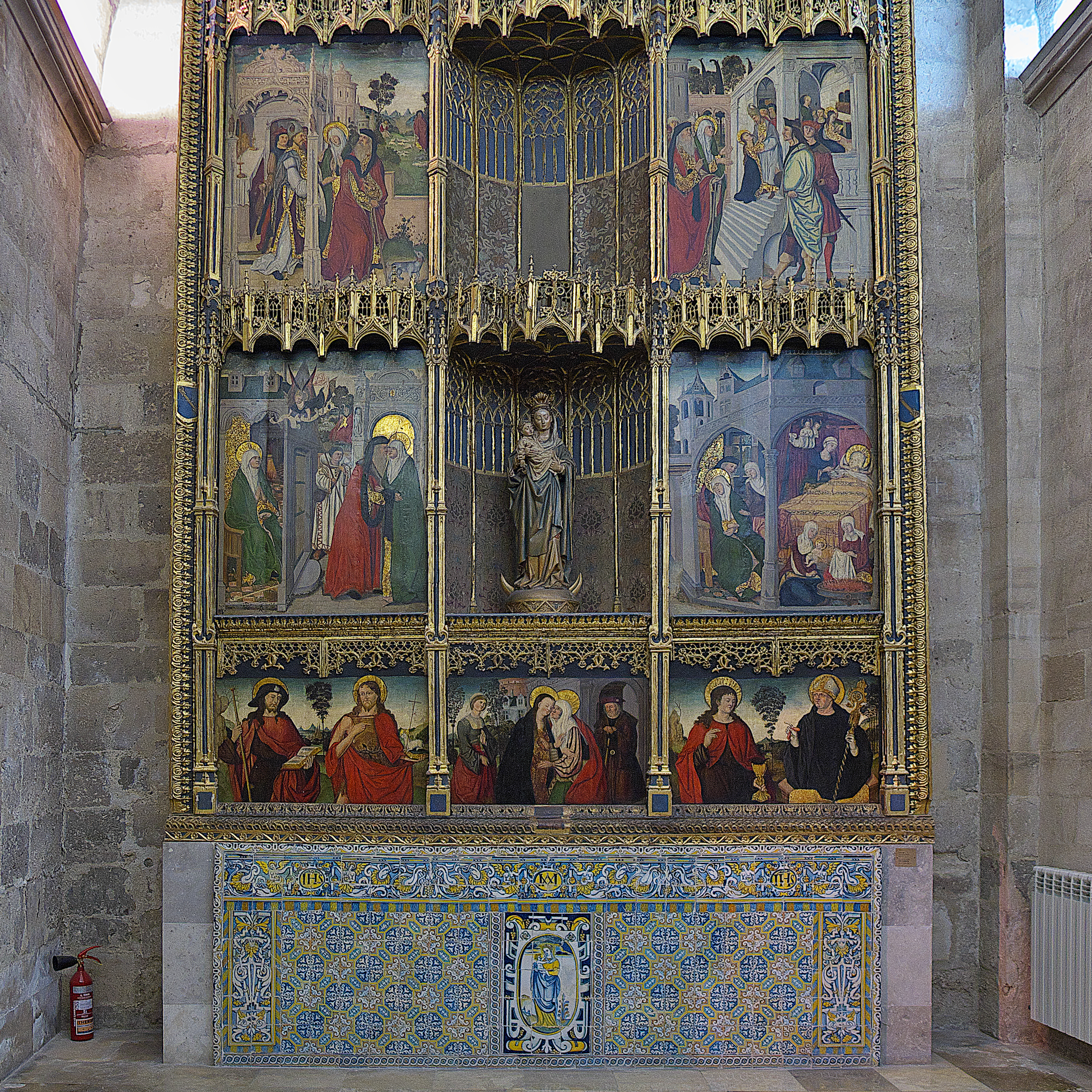
Frontal de altar del siglo XVI

La azulejería en Valladolid (España) como revestimiento cerámico arquitectónico llegó a ser algo frecuente y un arte muy apreciado a partir del siglo xiv cuando la introdujeron los alfareros mudéjares a requerimiento del rey Alfonso XI; este rey conocía sin duda la labor y el arte de estos alarifes en las ciudades de Sevilla y Toledo y por eso les mandó decorar su palacio levantado en Tordesillas en conmemoración de su triunfo en la batalla del Salado (1340). Tomaron el relevo de este arte en los siglos siguientes los moriscos y cristianos afincados en el barrio de Santa María de la ciudad de Valladolid y desde allí se difundió por gran parte de la provincia siendo el siglo xvi una etapa de mucha actividad con maestros de la talla de Juan Floris y Hernando de Loaysa. Evolucionó favorablemente la técnica del alicatado dando paso a otras técnicas más productivas como la cuerda seca, cuenca o arista y la plana pintada, coincidiendo ya con el renacimiento italiano. Además de los azulejos fabricados para decoración de inmuebles hubo en el siglo xviii una industria especializada en azulejos de censo, de numeración para los edificios y azulejos callejeros con el nombre de la calle.

## Antecedentes históricos

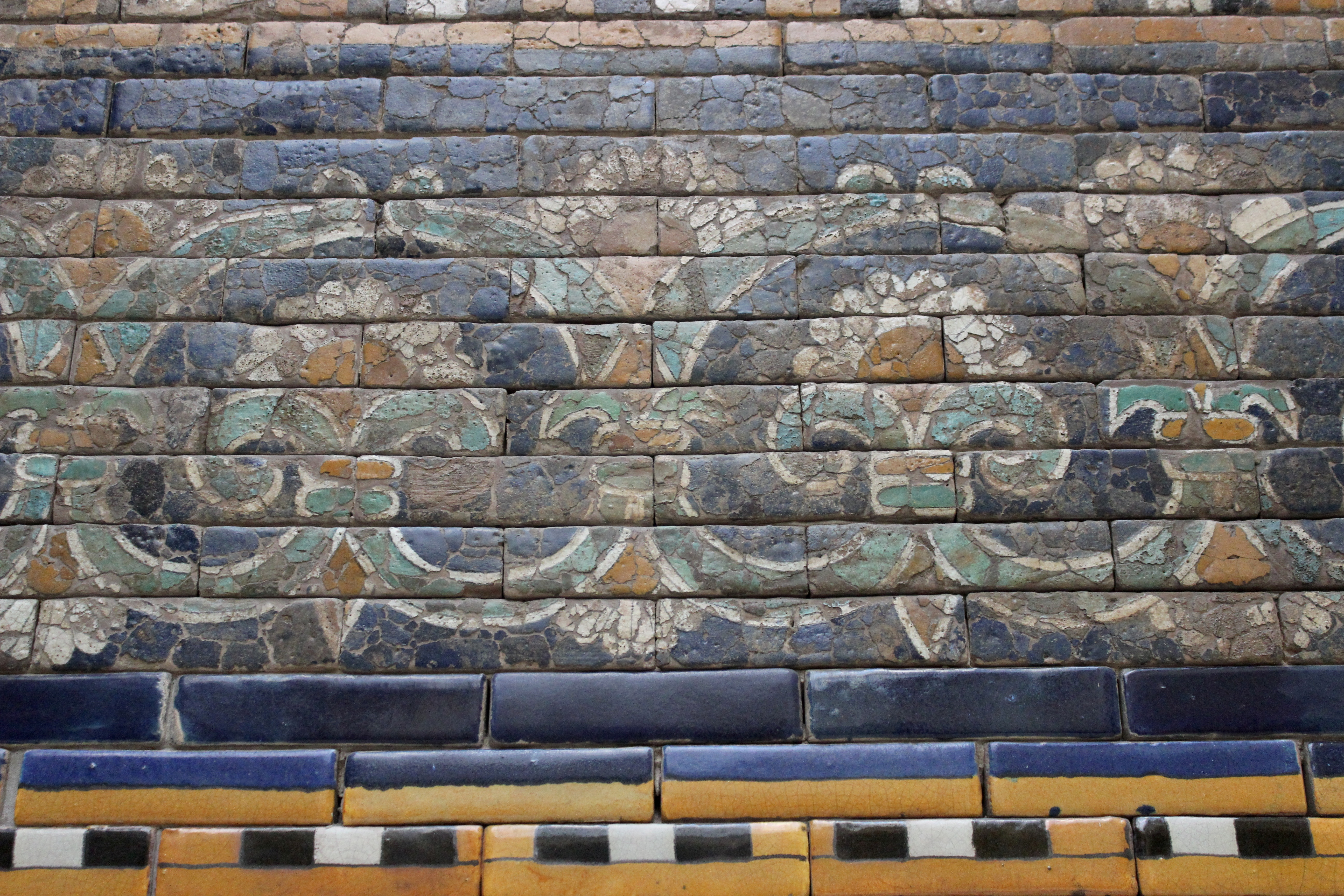
Fragmento con azulejos en la puerta de Ishtar

Las más antiguas cerámicas vidriadas de que se tiene noticia son del tercer milenio a. C.
procedentes del valle del Nilo. Los egipcios conocían y utilizaban este arte que aplicaban sobre grandes superficies. Se conocen también buenos ejemplares de este tipo de revestimiento mural en Asiria, hacia el año 1300 a. C.
y en los palacios aqueménides de Susa, como es el palacio de Darío.
Quizás el trabajo más espectacular de placas vidriadas se encuentra en la puerta de Ishtar trasladada a Berlín a raíz de las excavaciones y custodiada en el museo de Pérgamo.

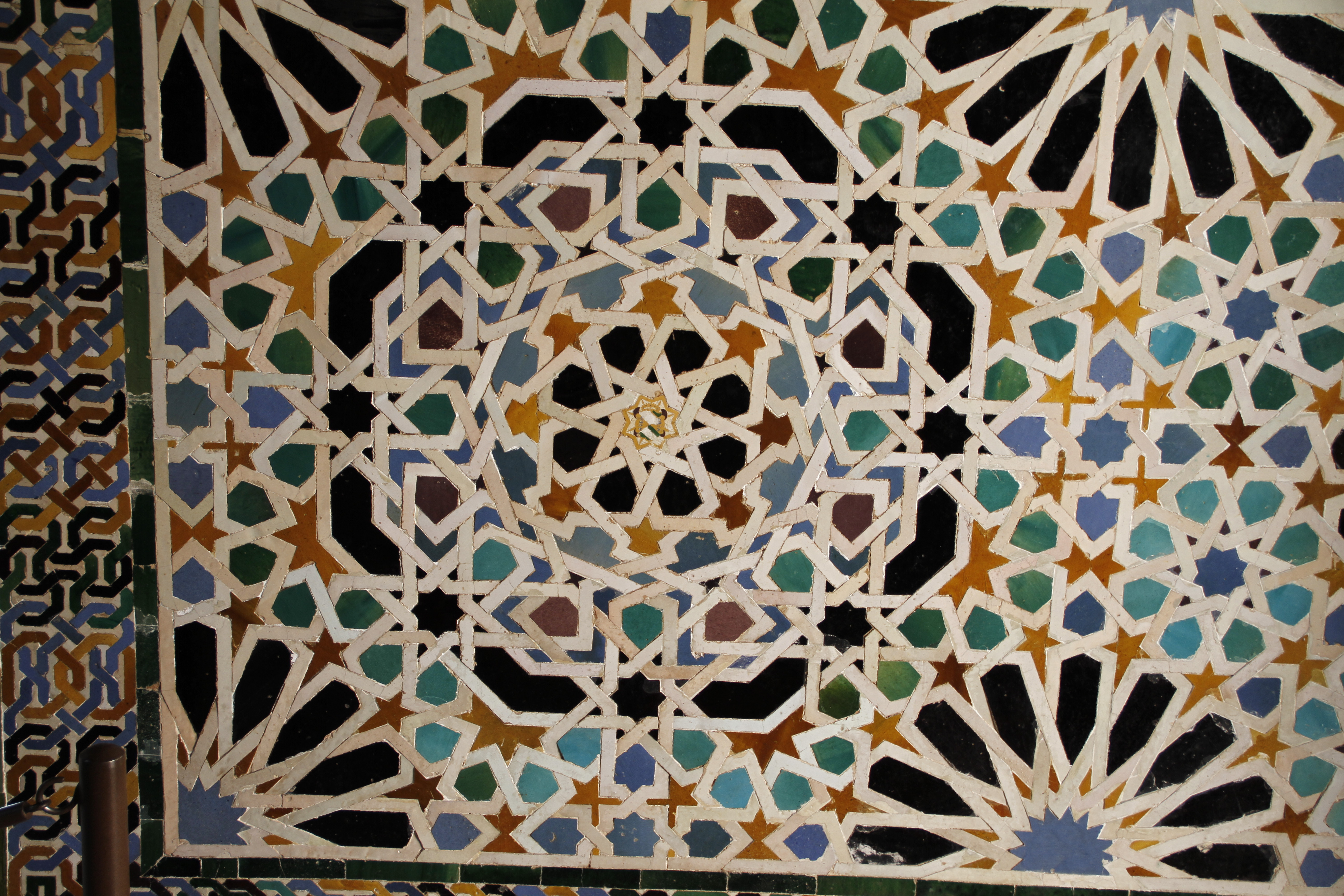
Alicatado nazarí

Los árabes musulmanes conocían estos trabajos y fueron ellos los primeros en difundirlos a lo largo de su expansión por el Mediterráneo a partir del siglo viii. De la mano de estos alarifes llegó el arte de la decoración cerámica a la península ibérica a través de al-Ándalus. Allí se pueden encontrar edificios con azulejos desde fechas muy tempranas; se da un buen ejemplo en el revestimiento de la bóveda de la Maqsura de la mezquita de Córdoba, obra de los tiempos de Alhakam II, siglo x. Más tarde en el siglo xii llegó otro estilo de alicatado desde Marruecos con la venida de los almohades y después durante el reinado nazarí se desarrolló la técnica llegando a un alto grado de ejecución y belleza.

## Historia
La moda por este tipo de revestimiento cerámico llegó a Valladolid en época medieval desde las ciudades de Toledo y Sevilla; sus difusores fueron alarifes mudéjares. Su primer trabajo o uno de los primeros fue en Tordesillas en el palacio del rey Alfonso XI y más tarde en la decoración del palacio Real de Medina del Campo. Los artífices toledanos introdujeron y desarrollaron la técnica de la arista que pronto aprendieron y emplearon los alcalleres del barrio de Santa María en Valladolid y que fue difundida durante el siglo xvi hasta que en el último tercio los azulejeros de Talavera de la Reina establecieron la técnica plana pintada a mano. Es entonces cuando hizo aparición el maestro azulejero Juan Floris que trabajó principalmente en Medina de Rioseco y en la década de 1580 el gran azulejero Hernando de Loaysa que dejó tras de sí obras maestras en muchas de las iglesias de la provincia. A partir de los últimos años del siglo xvi y hasta finales del xviii predominaron las obras de Talavera.

## Uso de distintas técnicas
Alicatado

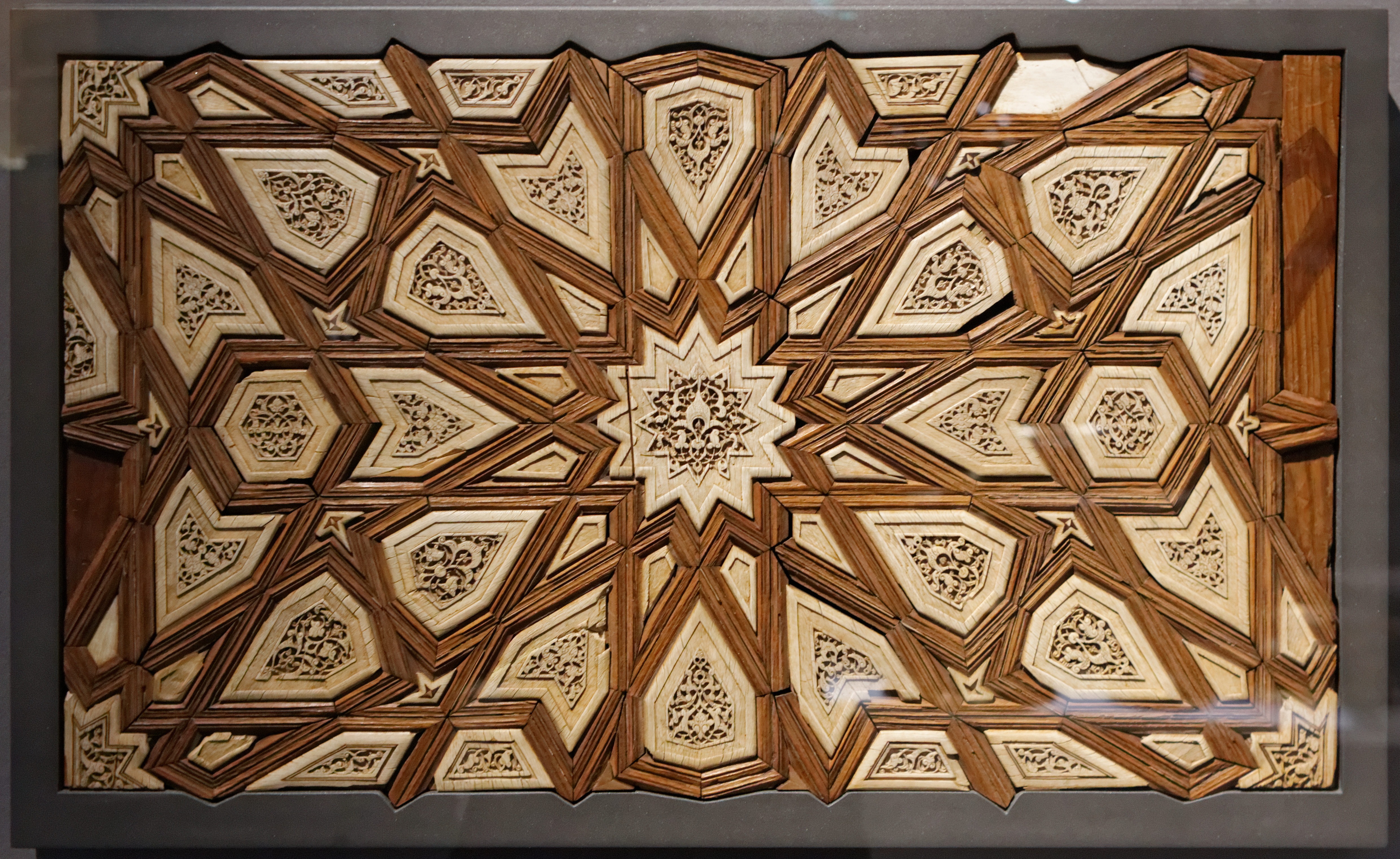
La estrella del centro es la forma geométrica llamada sino

La técnica más antigua fue el alicatado. Para que el resultado fuera satisfactorio era preciso un buen aprendizaje para llegar a ser un especialista. En primer lugar los ceramistas debían conocer la elaboración de la cerámica vidriada y conocer y manejar la geometría para el diseño y colorido de los azulejos. Primeramente se hacían unas placas de barro que después de recubrirlas de óxidos y de cocerlas resultaban con un acabado vítreo. Esas placas se recortaban dando unas formas geométricas diferentes que tenían unos nombres especiales para distinguirlas: sinos, almendrillas, zafates, candilejas (o candilejos), alfardones y algunos más. Una vez recortadas las piezas se unían unas con otras en una especie de puzle siguiendo un diseño ya preparado que podía ser muy simple o muy complicado. Con este resultado se podían revestir pavimentos, paredes, zócalos y demás superficies. La técnica del alicatado, es decir de recortar placas, se fue abandonando y en su lugar se empezó a hacer piezas cuadradas o azulejos vidriados con la técnica de cuerda seca.
En Valladolid y su provincia se conservan piezas elaboradas con esta técnica; las más antiguas proceden del citado palacio de Alfonso XI en Tordesillas: una en la fachada a la que se accede a través de un patio o compás; allí pueden verse restos de un alicatado antiguo incrustados entre la ornamentación. Otra está en el interior, en el Salón del Aljibe que fue transformado en claustro. En este lugar puede verse el rebosadero de una fuente adornada con motivos geométricos de alicatado. También en la provincia, en Medina del Campo salieron a la luz en ocasión de unas excavaciones arqueológicas en el Palacio Real Testamentario algunos fragmentos de alicatados formando figuras geométricas de lazos y estrellas.
En Valladolid ciudad hay ejemplos procedentes del demolido palacio del Almirante de Castilla y del convento de San Benito. El palacio del Almirante estaba situado en la Corredera de San Pablo, es decir, la calle de las Angustias. Esta gran casa tuvo muchas de sus paredes principales decoradas con alicatado. El inmueble se destruyó en 1863 para dar paso al edificio del teatro Calderón; de aquella demolición solo pudieron salvarse algunos fragmentos del alicatado mencionado que se custodian en el museo de Valladolid. En este mismo museo se guardó también un conjunto de alicatados que pudieron salvarse tras la desamortización del monasterio de San Benito. Su decoración es pintada sobre una cubierta vidriada blanca de manganeso; los colores son verde (óxido de cobre) y morado (óxido de manganeso). Datan del siglo xiv
Cuerda seca
La técnica de cuerda seca consiste en dibujar sobre la superficie de los azulejos los motivos geométricos requeridos, con la ayuda de un pincel empapado de una mezcla especial que después de pasar por el horno hacía que el dibujo quedase en relieve formando huecos o celdas que se rellenaban con otros óxidos de mineral para decorar el azulejo. Esta técnica se conocía en al-Ándalus desde hacía bastante tiempo pero no llegó a Valladolid hasta finales del siglo xv introducida desde la ciudad de Toledo.
En Valladolid ha quedado poco testimonio de estos trabajos. Si no salen a la luz más muestras solo se pueden presentar dos piezas hechas con esta técnica: una procedente del monasterio de Prado, que es un azulejo con tema de lacería; otra que es un conjunto de alizares procedente del convento de Santa Clara, en colores blanco, verde, negro y melado. Su estudio determinó que llegaron de algún taller toledano y se dataron entre los siglos xv y xvi.
Técnica de arista o de cuenca

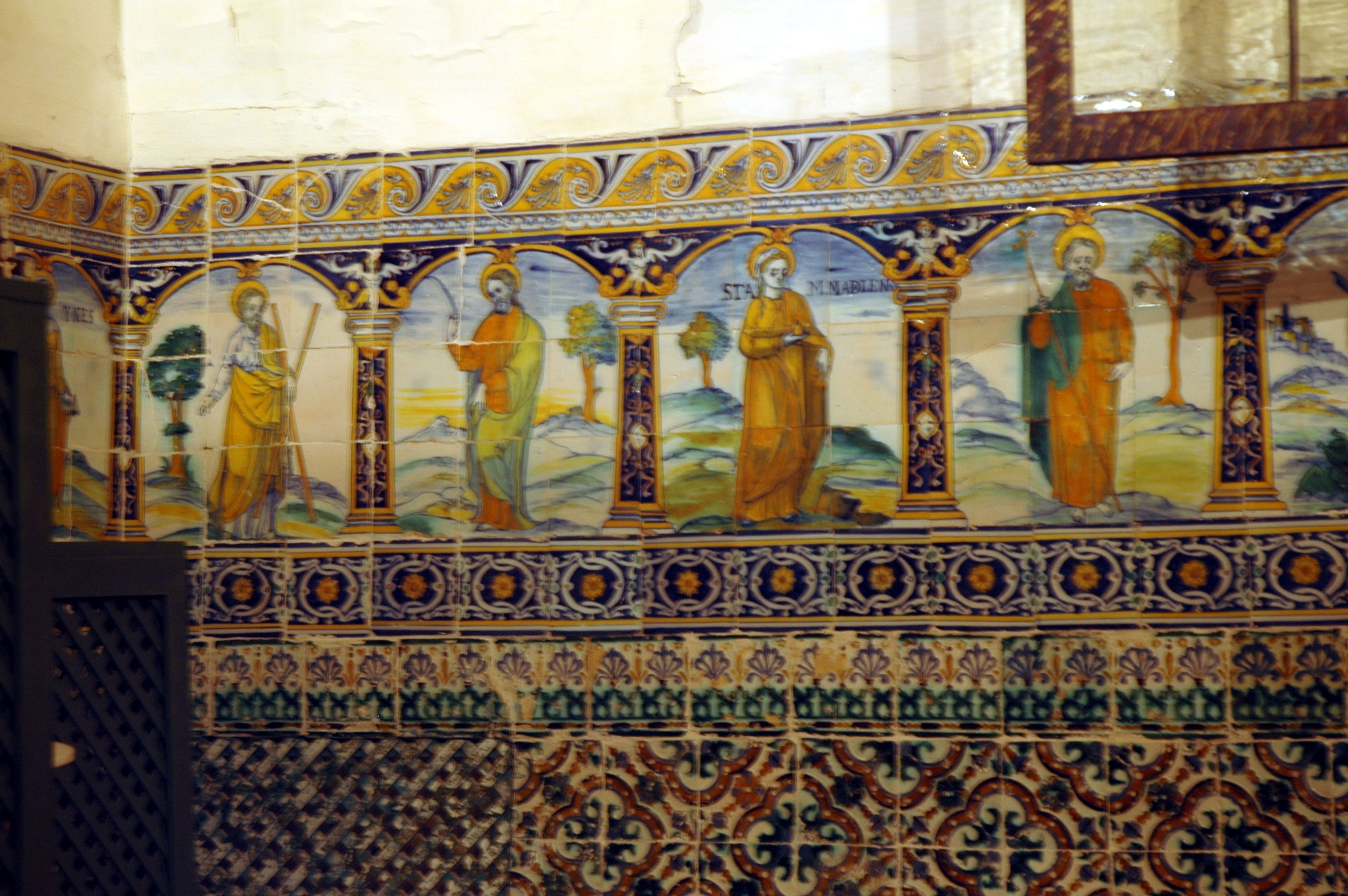
Capilla de San Francisco en el convento de Santa Isabel. Zócalo y banco con azulejos del, tipo Talavera, elaborados en los alfares vallisoletanos del barrio de Santa María

A comienzos del siglo xvi y también desde Toledo llegó a los alfares de Valladolid, Salamanca y Ávila una nueva técnica que revolucionó la producción de azulejos no solo en los costes sino también en la agilización del trabajo. Fue la llamada técnica de arista o de cuenca. Se aplicaba una plantilla de madera perfectamente dibujada sobre el barro fresco y al presionar se levantaban unas aristas en la arcilla blanda; sobre este dibujo en relieve se podía dar muy bien el color. Se empleó desde sus comienzos en los alfares vallisoletanos del barrio de Santa María además de la importación mencionada de los centros alfareros tradicionales de Toledo.
En el monasterio de San Benito se encontraron olambrillas decoradas con temas geométricos de lacerías y estrellas en blanco, azul y melado y azulejos de arista de tipo mudéjar y renacentista además de otros lisos monocromos. Se localizaron en trabajos de excavación arqueológica en niveles de escombros, principalmente en la zona de la Sala de Paso y en el relleno entre dos muros del Laboratorio de Fotografía cuya colmatación se había formado a lo largo del siglo xviii con restos del antiguo alcazarejo.
Plana pintada
La última técnica que apareció ya avanzado el siglo xvi fue la de plana pintada cuya decoración estaba muy influida por las ideas estéticas del Renacimiento. Su introductor en España fue el azulejero Francisco Niculoso Pisano. Los azulejos se bañaban primero con un esmalte blanco de base de estaño y sobre esa superficie se daban con un pincel los colores necesarios. Con estos azulejos se revestían zócalos y frontales de altar. Otras veces se realizaban obras maestras, cuando lo ceramistas tenían nociones de pintura demostrando ser verdaderos artistas en este arte.

## Patrimonio desaparecido
Los protocolos notariales de los archivos son una fuente muy rica para llegar a conocer las obras que existieron y desaparecieron por distintas causas. En estos protocolos se hallan los inventarios, los libros de cuentas y los libros de fábrica.
El estudio de estos legajos da cuenta de cómo estaban decoradas con azulejos muchas casas de la alta sociedad cuyos propietarios tenían cargos de importancia o eran banqueros o comerciantes o pertenecían a la nobleza. De esta forma se tiene noticia de la decoración de la casa de Francisco de los Cobos, Secretario de Estado del emperador Carlos I, llevada a cabo por el azulejero Juan Rodríguez. O la decoración existente en el palacio del conde de Miranda. Las casas del conde de Miranda estaban situadas en el solar donde se encuentra el colegio de El Salvador. Lindaban por una parte con el convento de San Pablo y por otra con las casas del marqués de Viana. En 1604 las compró el rey Felipe III para edificar el «salón principal» de su palacio situado en la plaza de San Pablo —antigua Corredera de San Pablo— en cuyo inventario se da cuenta de «los azulejos que se quitaron del pasadizo que están nuevos…»
Lo mismo que los suelos de las casas de Pedro de Pimentel, marqués de Villena.
En cuanto a los edificios religiosos, muchos fueron los que se adornaron con azulejos y muchas de estas labores desaparecieron como las de la Colegiata de Santa María cuya sala capitular estaba decorada con azulejos tanto el suelo como las paredes. Y también estaba azulejado el coro, la capilla mayor, la capilla de Torquemada y los altares del trascoro, de la Quinta Angustia, de Santa Elena, de San Eutropio y Santa Bárbara, obra toda del siglo xvi. Los maestros azulejeros fueron Cristóbal de León y Juan Lorenzo.

## Azulejeros
Los azulejeros que trabajaron para Valladolid emplearon los motivos decorativos de lazo geométrico de influencia toledana mudéjar y los renacentistas de círculos con flores, hojas y palmetas, conocido como tema de «rueda». Los colores de los primeros tiempos fueron el negro, verde y melado y algunas veces blanco. Con el paso de los años el negro fue sustituido por el azul.
Siguiendo la información documental de los archivos se pueden citar algunos de estos azulejeros :
- Juan Rodríguez, (muerto en 1534) vivió en el barrio de Santa María muy cerca de la calle de Santiago —antigua calle de la Puerta del Campo—. Tuvo en la ciudad una buena clientela: Universidad, Francisco de los Cobos y el duque de Benavente; en otras provincias le hicieron encargos para la catedral de Palencia y para el monasterio de Carracedo.Decoración del sepulcro de Leonor Sánchez de Castilla en el monasterio de Sancti Spiritu de Toro (Zamora). Obra de Juan Lorenzo, creador del diseño de la «rosa blanca»

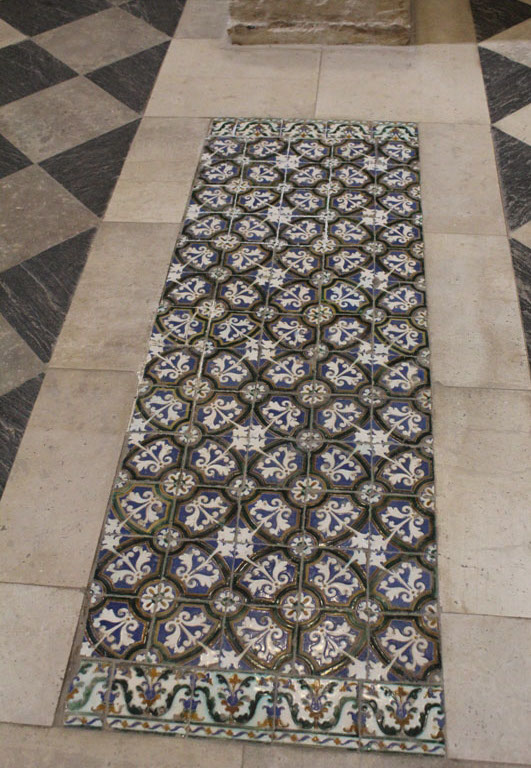
Decoración del sepulcro de Leonor Sánchez de Castilla en el monasterio de Sancti Spiritu de Toro (Zamora). Obra de Juan Lorenzo, creador del diseño de la «rosa blanca»

- Tomó el relevo Cristóbal de León (muerto en 1560). Era hijo de Bernaldo de León, un morisco llamado Mahomad convertido al cristianismo en el año 1502 que era también azulejero y pertenecía a una familia llamada Alcalde de gran prestigio dentro del oficio. Una de las obras documentadas de Cristóbal es el altar de la Quinta Angustia de la antigua Colegiata de Valladolid.[24]
- Juan Lorenzo, muerto en 1599. Se tenía en gran estima y se llamaba a sí mismo «maestro de azulejos». De este artista hay muchas referencias en los documentos de los archivos. Junto con su padre, su suegro (Juan de León) y su cuñado el solador Francisco de Cuevas formó parte de una familia de artistas. Vivió en el barrio de Santa María y tuvo una numerosa clientela tanto local como foránea. Hizo encargos para el castillo de Astorga, catedral de Palencia, para un comerciante de Toro (Zamora), para la iglesia de la Magdalena de Valladolid, varios conventos de clausura y para el cabildo y el trascoro de la antigua Colegiata.[25] Juan Lorenzo fue el último alcaller que trabajó la técnica de arista. Los siguientes maestros ofrecieron ya obras renacentistas, como el azulejero Juan Floris (Ian Floris), natural de Amberes cuya obra más representativa en Valladolid es el pavimento de la capilla funeraria de los Benavente en Santa María de Mediavilla en Medina de Rioseco.[26]Panel decorativo para el palacio de Fabio Nelli; azulejos de Hernando de Loaysa

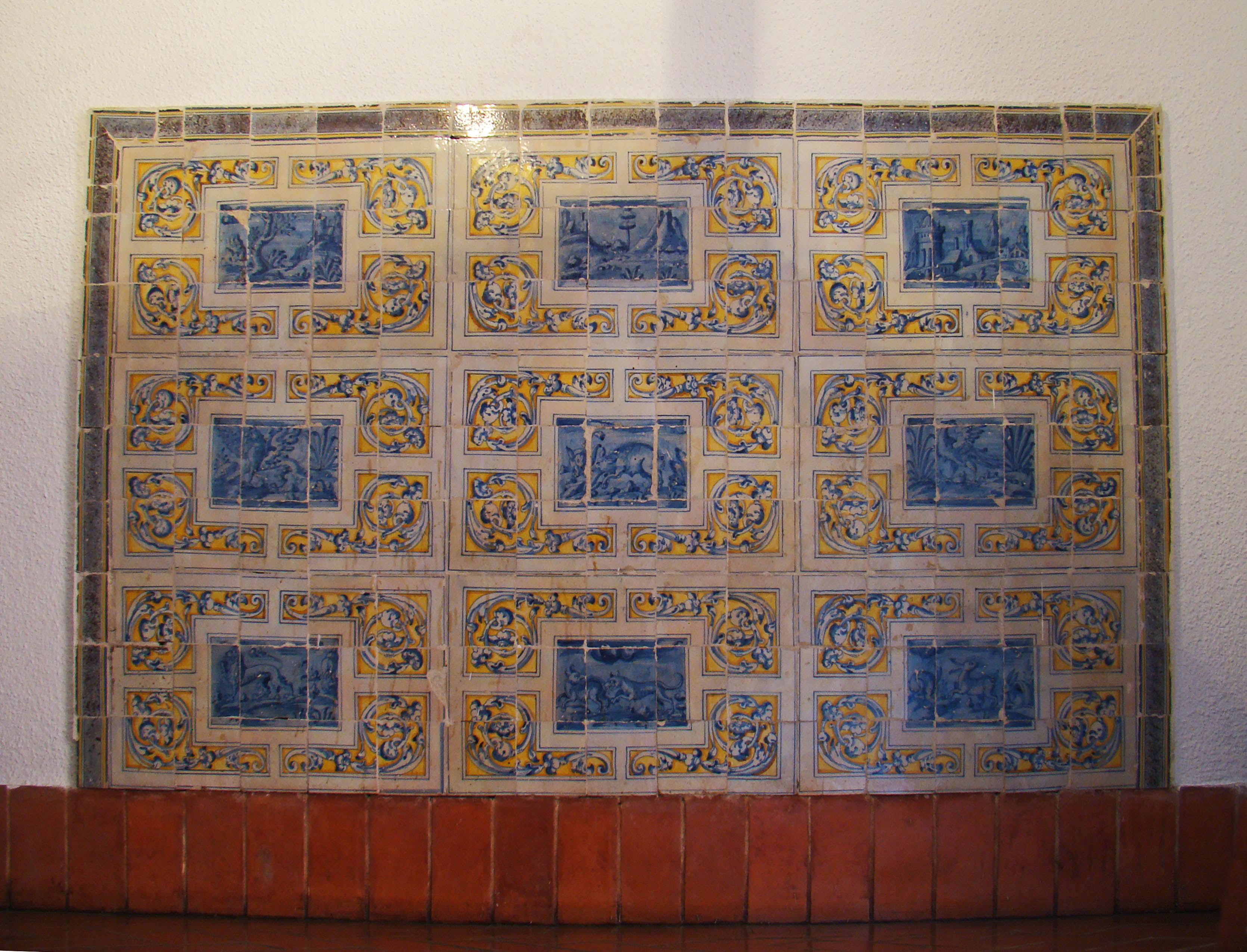
Panel decorativo para el palacio de Fabio Nelli; azulejos de Hernando de Loaysa

- Hernando de Loaysa, natural de Talavera de la Reina fue el gran artista, introductor y difusor de la técnica plana pintada en Valladolid y su entorno que irrumpió en esta ciudad en 1580 con el encargo de cubrir con azulejos la capilla de la Anunciación en la iglesia del monasterio de Nuestra Señora de Prado en Valladolid que pertenecía a Francisca de Cepeda. Se conservan en el museo de Valladolid parte de los azulejos que decoraron el palacio de Fabio Nelli

Después de Loaysa hubo otros maestros azulejeros, procedentes también de Talavera, destacando la figura de Alfonso de Figueroa Gaytán que entre otras obras azulejó el convento vallisoletano de Porta Coeli y la casa de Rodrigo Calderón —marqués de Siete Iglesias—, conocida como «casa de las Aldabas». En Valladolid capital azulejó además el refectorio del convento de Santa Catalina y algunos espacios del palacio de Felipe III.

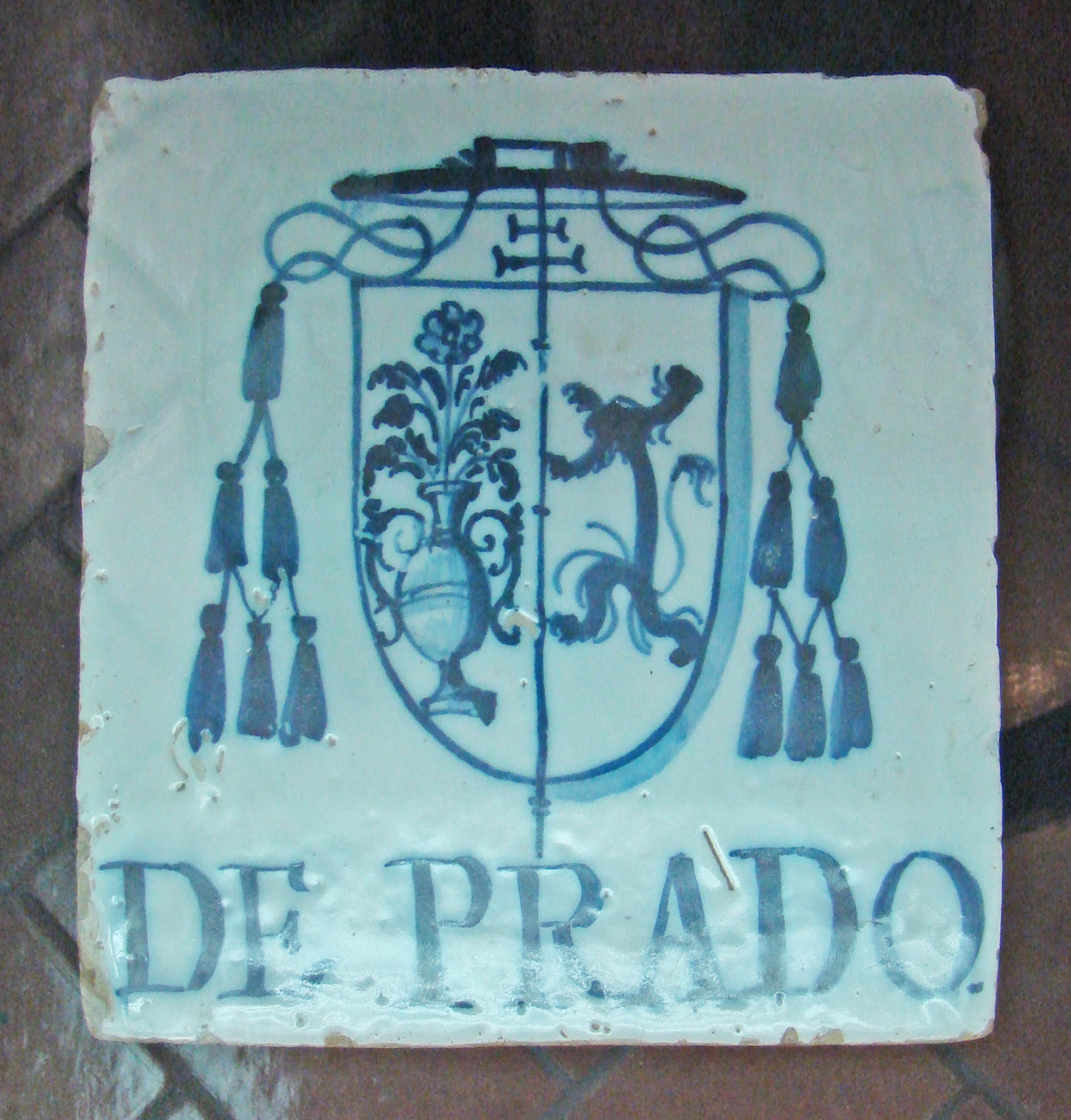
Azulejo de censo del Convento de Nuestra Señora de Prado en Valladolid

Otros nombres se hicieron famosos con encargos de gente principal: Juan Fernández de Oropesa, Antonio Díaz, que mandó azulejos y botería al boticario Diego de Tilla desde Talavera
y Juan de la Espada que trabajó para el claustro del convento de San Francisco en Valladolid.
Los alcalleres el barrio de Santa María siguieron trabajando en cerámica y ocasionalmente fabricaron azulejos monocromos para las fachadas de algunos edificios y en el siglo xviii los azulejos de censo y de numeración de edificios cuya colocación empezó en 1769.